# Bufotes oblongus
Espèce
Synonymes
- Bufo oblongus Nikolskii, 1896
- Pseudepidalea oblonga (Nikolskii, 1896)
- Bufo danatensis Pisanetz, 1978
- Bufo viridis asiomontanus Pisanets & Shcherbak, 1979

Statut de conservation UICN

 LC  : Préoccupation mineure
Bufotes oblongus est une espèce d'amphibiens de la famille des Bufonidae.

## Répartition
Cette espèce se rencontre dans l'est de l'Iran au Khorassan et dans le Sud du Turkménistan dans les monts Kopet-Dag.
Sa présence est incertaine dans l'ouest de l'Afghanistan.

## Publication originale
- Nikolski, 1896 : Diagnosis reptilium et amphibiorum novorum in Persia orientali a N. Zarudny collectorum. Annales du muséum de zoologie de l'académie impériale des sciences de Saint-Pétersbourg, vol. 4, p. 369-372 (texte intégral).